# 九六式陸上攻撃機
三菱 G3M 九六式陸上攻撃機
離陸滑走中の九六式陸上攻撃機(G3M-37)
- 用途：陸上攻撃機
- 分類：陸上攻撃機
- 設計者：本庄季郎
- 製造者：三菱重工業、中島飛行機
- 運用者： 大日本帝国（日本海軍）
- 初飛行：1935年7月
- 生産数：1,048機
- 運用開始：1935年
- 退役：1945年
- 運用状況：退役

九六式陸上攻撃機（きゅうろくしきりくじょうこうげきき）は、大日本帝国海軍の陸上攻撃機。
九五式陸上攻撃機（九五陸攻）の後継機であり、九六式艦上戦闘機と並んで、日本の航空技術が欧米と同等のレベルまで進んだことを示した最初の機体である。当時としては高い航続性能を有し、太平洋戦争開始前の日中戦争(支那事変)から太平洋戦争の初期まで第一線で活躍した。なお海軍の命名法によって急降下爆撃ができない本機は爆撃機ではなく攻撃機とされた。
略称は九六陸攻（きゅうろくりくこう）。中型攻撃機として作られたことから、後継機の一式陸上攻撃機とともに通称「中攻」と呼ばれた。連合国軍のコードネームはG3M 爆撃機をNell（ネル）、輸送機をTina(ティナ)としていた。

## 開発
ワシントン海軍軍縮条約は加盟国の主力艦（戦艦・巡洋戦艦）の保有量に制限を設けたが、結果として廃艦となる新造主力艦を改造した大型空母の出現を招いた。このことは航空母艦と艦載機（日本海軍での呼称は艦上機）を取り込んだドクトリンの複雑化を招き、空母増勢という新しい方面の軍備拡張競争を招きかねないことから、ロンドン条約では航空母艦の保有量にも制限がかけられた。しかし、いったん出現してしまった空母の存在は｢敵空母による日本本土空襲」の潜在的脅威でありつづけたこともあり、日本海軍では1935年（昭和10年）の第二次ロンドン海軍軍縮会議では空母全廃に持ち込もうとしたが、失敗する。
ロンドン条約のために水上艦の増勢が不可能となったため、海軍航空本部長松山茂中将は長らく暖めていた長距離雷撃機の開発に乗り出した。山本五十六技術部長、和田操技術部主任、のちに参加する山縣正郷総務部員らスタッフを揃え、連日検討した。このような経緯の中で、陸上基地から発進して敵艦船（主として敵空母）を攻撃できる「沿岸用攻撃機」が考案された。
この当時、海軍機メーカーの中で大型全金属機の製作能力をもっていたのは広海軍工廠（広廠）と三菱内燃機（のちの三菱航空機）であったため、まず広廠で「七試特種攻撃機」（「七空攻撃機」とも呼称される、後の九五式陸上攻撃機）の開発に着手、次いで三菱に「八試特殊偵察機」1機の試作が発注された。八試特偵は1934年（昭和9年）4月に初飛行した後、計画が変更され、7.7 mm機銃2挺を搭載する「八試中型攻撃機」へと改称された。さらにこの試作の成果を元に九試陸上攻撃機が計画され、三菱内燃機株式会社名古屋航空機製作所（大江）に発注された。設計主務者は八試特偵と同じ本庄季郎技師。試作機は10年6月に完成し、7月（1935年（昭和10年）7月）に初飛行に成功した。11年6月2日に九六式陸上攻撃機として制式採用された。
大型攻撃機である九五陸攻は「大攻」、中型の九六陸攻は｢中攻」と称された。

## 設計

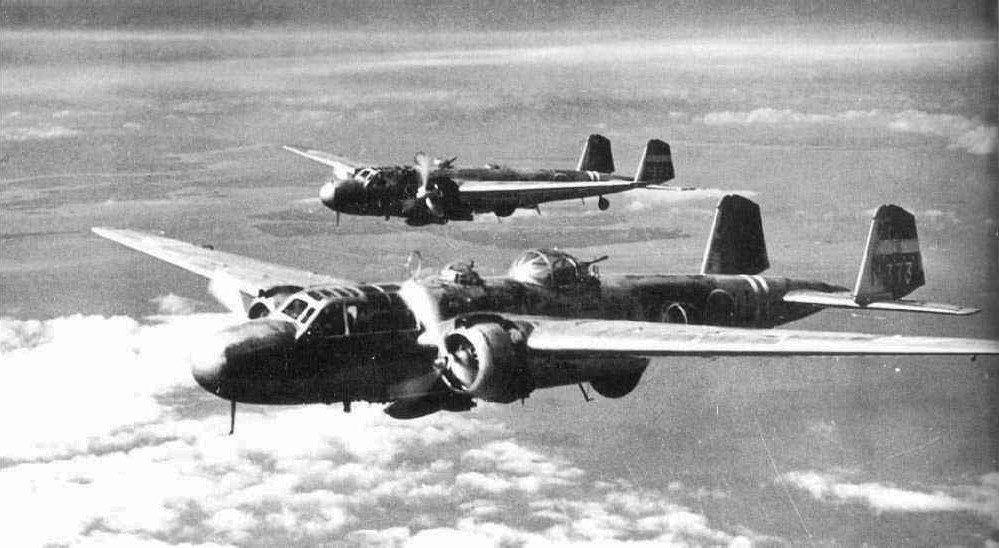
飛行する九六式陸上攻撃機二二型。爆弾倉が無いため、むき出しのまま爆弾を搭載している。右下に見えるのは半引き込み式の主輪

本機の前身である八試特殊偵察機は研究機の色合いが濃く、海軍の要求項目は 乗員 3名、巡航速度 120ノット（222.2km/h）以上、航続距離 1800カイリ（3333.6km）以上、自動操縦装置の搭載、だけだったという。三菱では初のセミモノコック構造で独自開発の沈頭鋲（平山鋲）を採用した。自重は計画値を 410㎏オーバーの実測 4230㎏、重心位置も空力平均翼弦 25.9％位置の予定が 37.8％と大きく後退、また操縦系統の剛性が低く、操縦桿をいっぱいに取っても舵面は飛行の風圧に負け、予定の半分の角度にも達しなかった。このため、重心位置の矯正に230㎏のバラストを積み、操縦系統を強化すると自重は 4500㎏に増えたが、後にバラスト無しでもどうにか飛べる事が判明する。八試特偵の主翼をほぼそのまま受け継いだ九試中攻／九六陸攻は、胴体が再設計され太く長くなり、尾翼面積も増しているが、徹底した軽量化と超ジュラルミンの採用により八試特偵より軽く仕上がった。本庄季郎によれば八試特偵の主脚引込化は三菱上層部からの命令で採用したといい、タイヤが露出した半引込であったせいか、脚引込後の速度変化は極わずかで、重量は固定脚より断然重くなったという、九試中攻／九六陸攻の主脚は八試より洗練された物になったが、どちらも出し入れは手回し式であった。
エンジンは、八試特偵が九一式500馬力発動機、のち馬力不足で震天に換装。九試中攻は全21機のうち4機が九一式600馬力発動機を装備し、それ以外は九六陸攻を含め金星を装備した。
細身の流線形胴体から「魚雷型攻撃機」と呼ばれ、爆弾や魚雷は機外の胴体下に懸吊される。軽量化と引き換えに空気抵抗を生じたが機体重量の半分の搭載量を誇る画期的な航空機となった。爆弾倉は海軍の要求にも無く、艦隊決戦に備えた長距離索敵にも使われる本機は航続距離／燃料積載量が優先された。
主翼は２本桁構造で、その胴体貫通部は桁の高さを拡大し乗員の通路として80cmの丸穴が開けられている。この１ｍしかない前後桁の間に半引き込み式の「隠見式前上部銃塔」が設置され、その後方にさらにもう一基が設置されている。後部胴体下面には昇降式の垂下筒があり機内への出入口としても使用されるが、戦闘時は機銃を取付けて後下方を守る銃座となる。空気の逆流も強く寒い配置で死傷率が高く空気抵抗も大きいため後に廃止される。
機首銃座が無い本機は偵察員が操縦席の後ろに座るが、偵察員席を前に出して機首をガラス張りとし旋回機銃を装備したタイプも試作され、どちらを採用するか論争を呼んだが、最終決定は前者であった。このため本機は前方への防御火力が不足し、敵戦闘機がこの弱点を突いたために被害が続出。後に操縦席後方、左右の窓に7.7mm機銃を取付けている。
自動操縦装置は米国スペリー式、帰投方位測定機は独テレフンケン社製を採用した。
エルロンはユンカース二重翼式で主翼に対し一段下げた位置にあり隙間がある。全幅の約70%を占めフラップとしても使えるように設計されていたが、7号機から内翼にスプリットフラップが追加され、18号機以降は補助翼角度変更装置が固定されている。
水平／垂直尾翼も二重翼式とされ、安定板と舵面が別々の翼型で構成されているがエルロンのような隙間はない。
左右のエンジンは上面図で3度外向きに装備され、片発停止の機首偏向時にプロペラ回転面が正面を向くと共に、プロペラ後流が双垂直尾翼の片方を覆い、機首偏向をやわらげ、方向舵の効きを高める位置関係になっている。
ただし、この双尾翼を見て敵機（PV-1）と間違われ、陸軍の一式戦に撃墜される事故も発生している。

## 戦歴

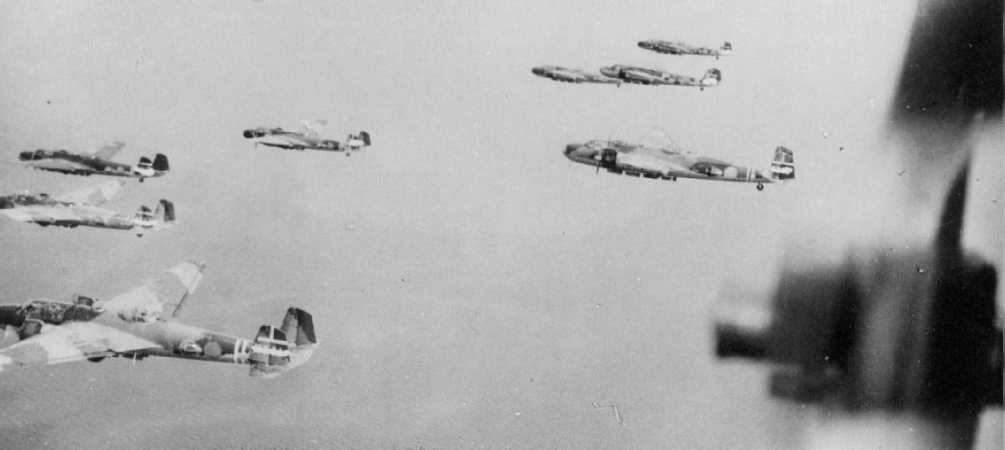
爆装して編隊飛行を行う九六式陸上攻撃機。

日中戦争では航続性能を生かし、設計本来の目的ではない対地爆撃に多用された。まず台湾や九州の基地を発進し、東シナ海を越えて第二次上海事変で孤立した現地部隊を支援する爆撃を行い、帰還した。これは渡洋爆撃として国内に大きく宣伝され名を挙げた一方で、敵戦闘機に撃墜されるなど、初期から被害も多かった。その後、基地が中国本土に進むと、中国奥地の漢口や重慶等の都市を爆撃した。当時は欧米諸国が本格的な単葉戦闘機を中国はじめ各国に売り込んでいたことから、1937年（昭和12年）8月20日に南京を空襲した際には、P-26ピーシューターの迎撃を受け、敵損害なしで6機が撃墜されるなど損害が続出していたが、随伴できる護衛戦闘機は存在しなかった。このため、長距離飛行が可能な戦闘機の必要性が真剣に検討され、十三試双発陸上戦闘機、後の月光の誕生につながった。
なお零戦も陸攻の護衛に活用されたが、結果に過ぎず、零戦が長距離護衛のために開発されたとする俗説は誤りである。
太平洋戦争前の1941年（昭和16年）4月から6月まで、機銃を降ろして（空中写真用）大型写真機を搭載し国籍を判らなくした二三型3機により、A作戦と称した東南アジア各地やグアムの隠密偵察が行われた。
太平洋戦争では、同年12月8日の開戦当日から連日　台湾を発進してフィリピンのアメリカ軍飛行場を爆撃し、短期間にアメリカの航空戦力を壊滅させた。さらに12月10日のマレー沖海戦では、一式陸上攻撃機と協同でイギリスの戦艦プリンス・オブ・ウェールズと巡洋戦艦レパルスを撃沈し、戦艦に対する航空優位を印象付けた。
しかし、1942年（昭和17年）2月のジャワ沖海戦では魚雷が間に合わず、大きな戦果を上げられなかった。また、5月の珊瑚海海戦では敵艦に命中弾を与えることが出来ず、効果的な対艦攻撃は出来なかった。1943年（昭和18年）1月のレンネル島沖海戦では夜間雷撃を成功させ、シカゴに2本、ウィチタとルイビルに各1本（共に不発）の魚雷を命中させている。なお、「空の神兵」として国民に広く知られる事となる日本海軍空挺部隊を運搬したのも、九六式陸攻の輸送機版である九六式陸上輸送機である。1942年（昭和17年）1月11日にセレベス島のメナドに二波408人を降下させたのは延べ45機、2月20日に西ティモールのクパンへ二次に渡り700人を降下させたのは28機の九六陸輸であった。
その後は徐々に第一線を後継機に譲り、輸送などの後方任務につくことが多かったが、末期には老朽を押して東海実用化までのつなぎとして電探とKMX磁気探知機を搭載した対潜哨戒機として用いられ、アメリカ海軍の潜水艦を、雷撃ではなく爆撃で撃沈したり、練習航空隊で使われていた機が夜間雷撃を行うなど、再び一線に立った機体もまた、少なくなかった。

## 形式

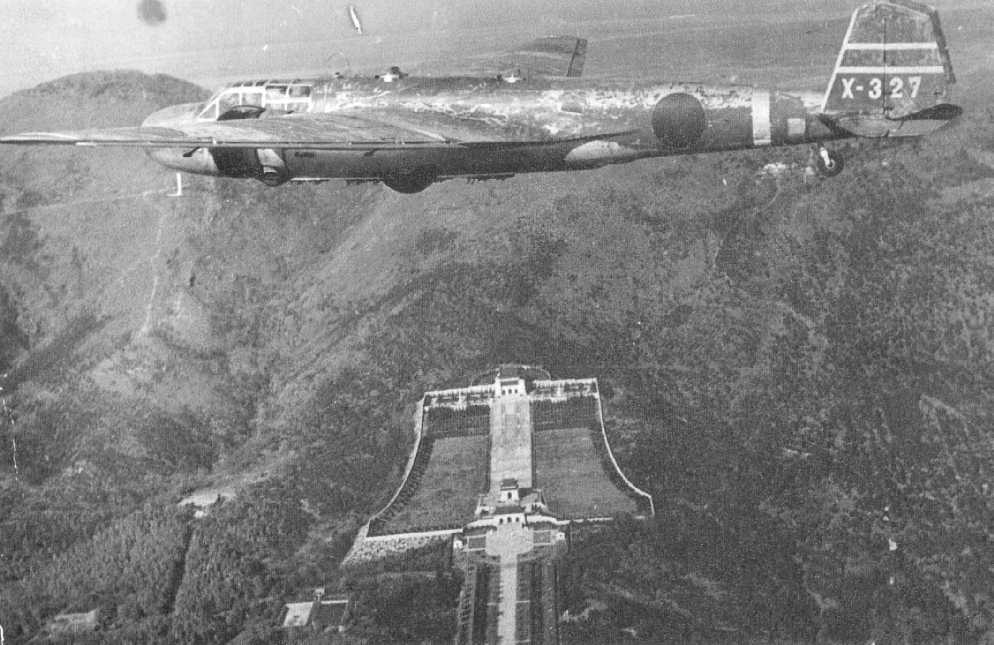
漢口空襲に参加する二一型。銃座が胴体上面の2基のみである。

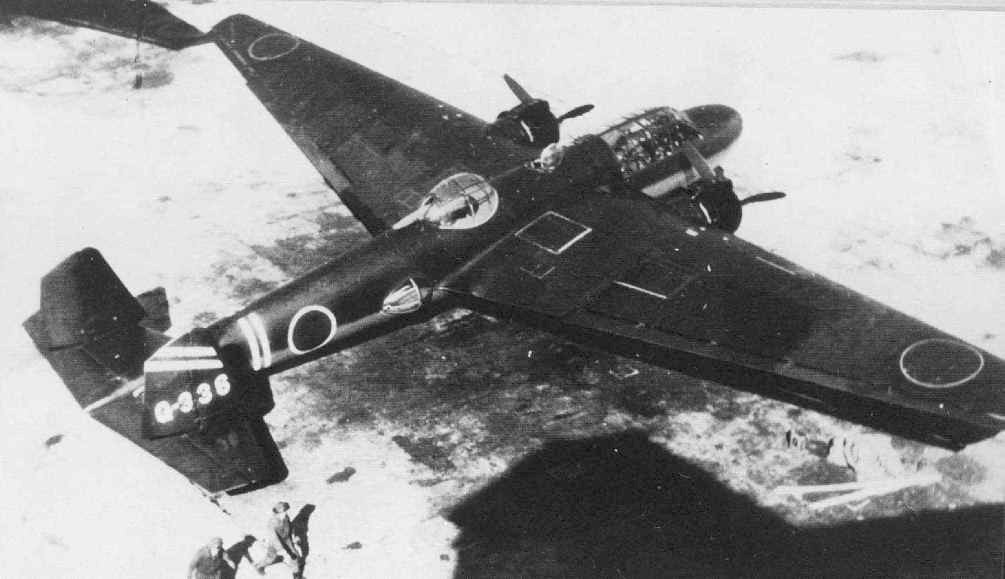
元山航空隊所属の二二型。後方銃座がブリスター型の大型銃座1基となり、側面銃座が追加された。

### 試作型
八試特殊偵察機（G1M1）
九六陸攻の基になった機体。社内名称「カ-9」。偵察機とされるが、実質的には研究機だった。広廠「九一式」水冷Ｗ型12気筒500馬力発動機を搭載、日本初の自動操縦装置と引き込み脚を装備していた。胴体形状は九六式陸攻とはかなり異なる。後に7.7mm旋回機銃2挺を追加装備し、名称が「八試中型攻撃機」に変更されている。地上滑走中に事故を起こした後に発動機を950馬力の三菱「震天」空冷複列星型14気筒に換装し、最高速度が293km/hに向上した。1機生産。
短時間で開発するため操縦系統にはユンカースの標準部品を流用したところ、操縦装置の剛性が不十分なのにかえって操縦性がきわめてよいという結果を出し、これを元に九六式艦上戦闘機二号二型にあえて操縦索を伸び易いものにする「剛性低下式操縦索」を採用、零式艦上戦闘機では初期型から昇降舵に用いられた。
九試中型陸上攻撃機（甲案型）
八試特偵を基にして尾翼胴体を再設計し操縦席が正副並列式に改められ、銃座と魚雷・爆弾搭載装置が搭載された陸攻型。甲案・乙案ともに社内名称は「カ-15」。偵察席が操縦席後方にある。1、2、5、6号機は九一式水冷600馬力を装備し、3、4号機は三菱「金星」二型空冷680馬力を装備している。プロペラはNW116木製4翅固定ピッチ。6機生産。
九試中型陸上攻撃機（丙案型）
偵察員席が操縦席より前に配置され、機首に透明銃座を設けた。甲案に比べ機首が短縮され、操縦席の風防は盛り上がった形になっている。7～10号機・12～21号機の発動機は｢金星｣二型を装備し、プロペラはNW126木製4翅固定ピッチ。11号機は修理の際に発動機を「金星」三型を換装し、プロペラも金属製3翅可変ピッチとされた。15機生産。

### 基本型

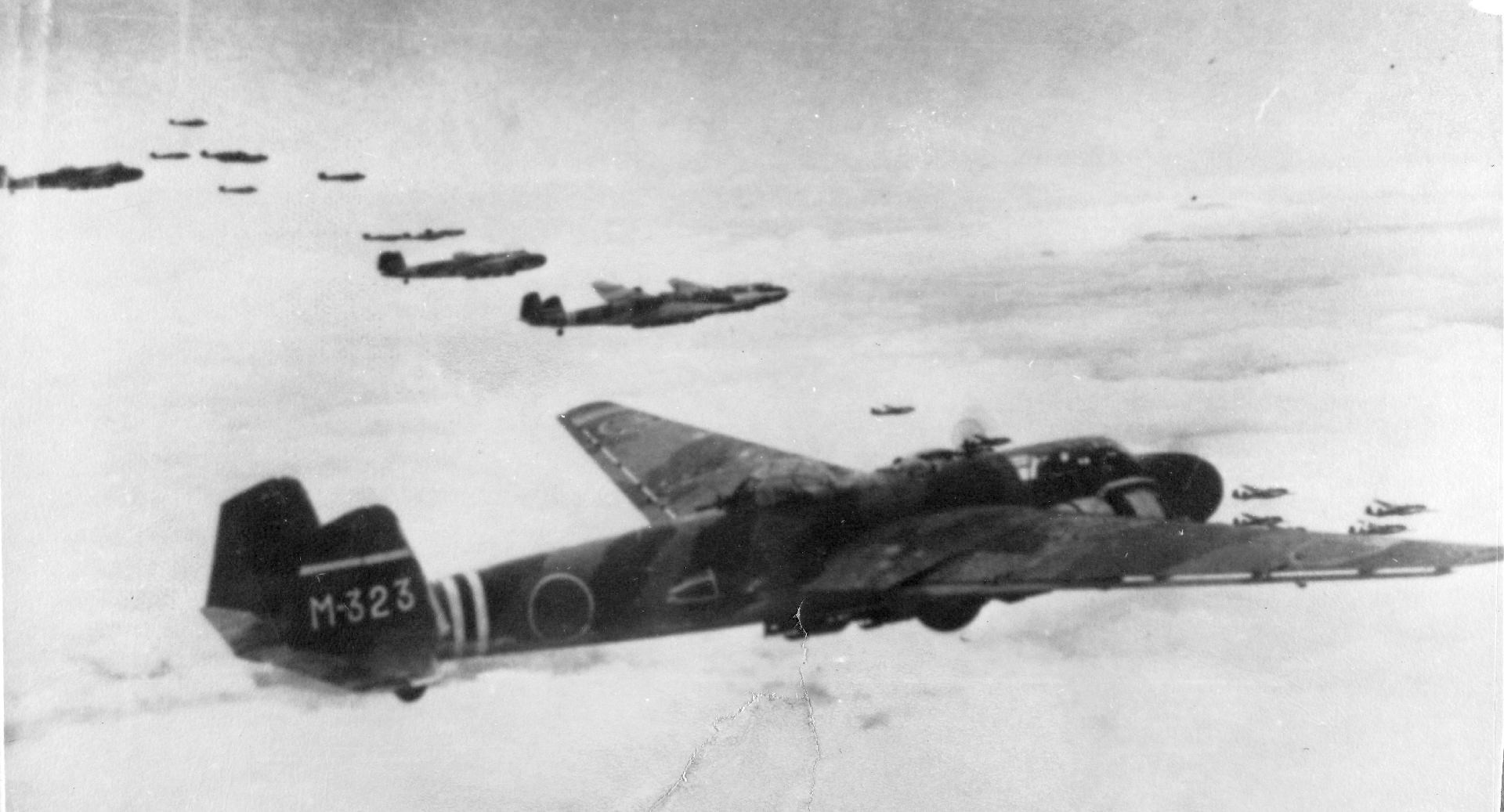
航行する二二型

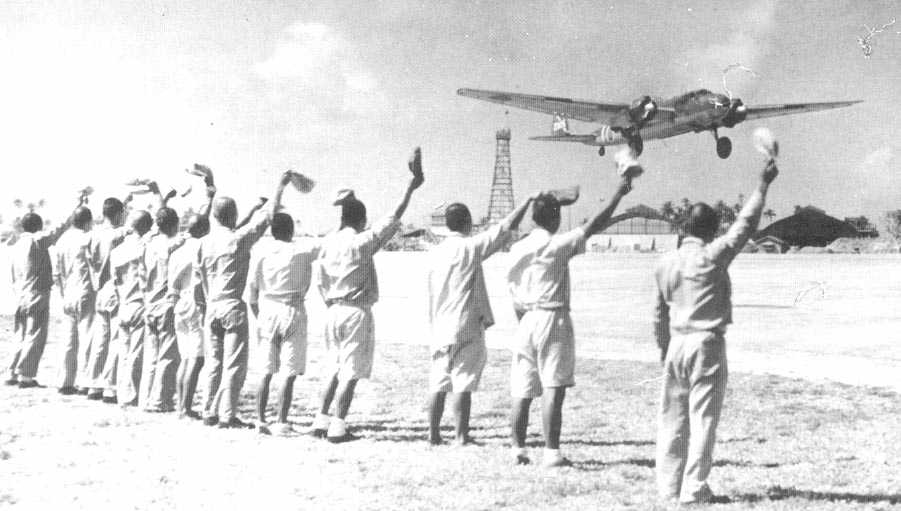
整備兵に見送られつつ離陸する二三型

九六式陸上攻撃機一一型（G3M1）
甲案型を採用した量産型。発動機は金星三型でカウルフラップが追加された。3翅可変ピッチプロペラ装備。後方視界向上のため、胴体上部と操縦席風防が丸みを持つ断面形状に変更された。34機生産。
九六式陸上攻撃機二一型（G3M2）
2機目（57号機）から主翼後縁の外板を波板から平板に変更、
発動機を「金星」四二型に換装しプロペラ直径を3.20mに変更したもの。343機生産。
九六式陸上攻撃機二二型（G3M2）
戦訓を取り入れた武装強化型で、胴体上面の後方銃座をブリスター型銃座の20mm旋回機銃1挺に改め、胴体側面に7.7mm旋回機銃各1挺を装備したブリスター型銃座が新設された武装強化型。胴体下方の垂下筒は廃止され、411号機以降は胴体下面の段がなくなり下方銃の支基が設けられた。これら武装強化に伴い乗員が7名に増えている。また後期生産型の79機は金星四五型を装備している。38機生産。
九六式陸上攻撃機二三型（G3M3）
「金星」五一型装備の最終生産型で全機中島飛行機で生産された。発動機の強化に伴い燃料搭載量も5,182リットルに増加された。412機生産。

### 輸送機型
1939年（昭和14年）に九六式陸攻二一型を元に燃料・滑油タンクの増設と武装の削減、機内に8～10人分の座席を備える客室設置などの改造を行った機体を、海軍では九六式陸上輸送機として採用、同様の改造は一一型に対しても実施され、後年には落下傘部隊用の特殊輸送機へ改造したものも登場した。
九六式陸上輸送機は民間でも三菱式双発輸送機として大日本航空や各新聞社で輸送や連絡に用いられた。これらの中には世界一周飛行を行ったニッポン号など、日本から各国への長距離飛行に供されたものがあった。
九六式陸上輸送機一一型（L3Y1）
九六式陸上攻撃機一一型、同二一型から改造。発動機は金星四二型ないし四五型を標準とした。
九六式陸上輸送機二一型（L3Y2）
客室内部を落下傘部隊用に改造、胴体下面には装備品の梱包を搭載可能とした機体。
三菱式双発輸送機
軍用型から一部の艤装を変更して武装を全廃、乗客定員4～8人の旅客機、もしくは貨物輸送機としたもの。
長距離飛行を行った三菱式双発輸送機の例としては以下のようなものがあった。
ニッポン号（J-BACI）
海軍から払い下げられた二一型を改造の上、1939年（昭和14年）8月～10月に毎日新聞社主催で国産航空機による初の世界一周飛行（総飛行距離5万2886km、実飛行時間194時間）を行った。
そよかぜ号（J-BEOA）
1939年（昭和14年）4月にイランで行われた皇太子パフラヴィーとエジプト王女ファウズィーヤの結婚式に際し、日本からの慶祝使節を乗せた往復親善飛行を同年4月9日～4月15日（往路）、5月15日～5月27日（復路）にかけて行い、イラン滞在中には4月25日にテヘラン上空での空中分列式に参加、またアフガニスタンやイタリア方面への親善や航路開拓を目的とした追加飛行も検討されたがこれらは実現せず終わった。
- 飛行ルートは往路が東京→台北→広州→バンコク→カルカッタ→カラチ→バスラ→テヘラン、復路がテヘラン→バグダッド→バスラ→カラチ→コルカタ→ラングーン→バンコク→広州→東京であった。

大和号（J-BEOC）
1939年（昭和14年）11月に日泰間航空路開拓飛行を、同年12月から1940年（昭和15年）1月にかけては東京―ローマ往復親善飛行を行った。
龍風号（J-BEOE）
大和号の成功を受け、1940年（昭和15年）2月に日本―タイ航空便試験飛行を行った。
松風号（J-BEOG）
1940年（昭和15年）6月10日、大日本航空の羽田―バンコク間定期航空便一番機となった。

## 諸元
| 制式名称     | 八試特殊偵察機 （エンジン換装前）           | 九六式陸上攻撃機一一型                             | 九六式陸上攻撃二一型                                                     | 九六式陸上攻撃二三型                                                     |
| ------------ | ------------------------------------------- | -------------------------------------------------- | ------------------------------------------------------------------------ | ------------------------------------------------------------------------ |
| 機体略号     | G1M1                                        | G3M1                                               | G3M2                                                                     | G3M3                                                                     |
| 全幅         | 25.00m                                      | 25.00m                                             | 25.00m                                                                   | 25.00m                                                                   |
| 全長         | 15.83m                                      | 16.45m                                             | 16.45m                                                                   | 16.45m                                                                   |
| 全高（水平） | 4.532m                                      | 3.685m                                             | 3.685m                                                                   | 3.685m                                                                   |
| 主翼面積     | 75.00㎡                                     | 75.00㎡                                            | 75.00㎡                                                                  | 75.00㎡                                                                  |
| 自重         | 4,775kg                                     | 4,770kg                                            | 4,965kg                                                                  | 5,243kg                                                                  |
| 全備重量     | 7,003kg                                     | 7,642kg                                            | 7,778kg                                                                  | 8,000kg                                                                  |
| 発動機       | 九一式 （離昇650馬力）                      | 金星三型 （離昇910馬力）                           | 金星四二型 （離昇1,075馬力）                                             | 金星五一型 （離昇1,300馬力）                                             |
| プロペラ     | 木製固定ピッチ 3.4m 4翅                     | 金属製可変ピッチ 3.505m 3翅                        | 金属製可変ピッチ 3.2m 3翅                                                | 金属製可変ピッチ 3.4m 3翅                                                |
| 最大速度     | 265.6km/h （高度不明）                      | 348km/h （高度2,000m）                             | 373.2km/h （高度4,180m）                                                 | 416km/h （高度5,900m）                                                   |
| 実用上昇限度 | 4,600m                                      | 7,480m                                             | 9,130m                                                                   | 10,280m                                                                  |
| 航続距離     | 2,346km / 4,408km（過荷重）                 | 2,854km（爆撃） / 4,550km（過荷重）                | 4,379km                                                                  | 6,228km                                                                  |
| 爆装         | なし                                        | 60kg爆弾12発、250kg爆弾2発、 500kg又は800kg爆弾1発 | 60kg爆弾12発、250kg爆弾2発、 500kg又は800kg爆弾1発                       | 60kg爆弾12発、250kg爆弾2発、 500kg又は800kg爆弾1発                       |
| 雷装         | なし                                        | 800kg魚雷1発                                       | 800kg魚雷1発                                                             | 800kg魚雷1発                                                             |
| 武装         | 7.7mm旋回機銃2挺 （機首・後方・八試中攻時） | 7.7mm旋回機銃3挺 （前上方・後ろ上方・後ろ下方）    | 7.7mm旋回機銃3挺（胴体中央部上方・側方） 20mm旋回機銃1挺（胴体後部上面） | 7.7mm旋回機銃3挺（胴体中央部上方・側方） 20mm旋回機銃1挺（胴体後部上面） |
| 乗員         | 5名                                         | 5名                                                | 7名                                                                      | 7名                                                                      |